# Eublemma daphoenoides
Eublemma daphoenoides is een vlinder van de familie van de spinneruilen (Erebidae). De wetenschappelijke naam van deze soort is voor het eerst voorgesteld door Emilio Berio in een publicatie uit 1941.
De soort komt voor in Somalië en Madagaskar.